# フリッツ・ヴェルナー
フリッツ・ヴェルナー（Fritz Werner、1898年12月15日 - 1977年12月22日）は、ドイツの指揮者・合唱指揮者・作曲家・オルガニスト。教会音楽の復活に尽力した。

## 生涯
ベルリン出身。ベルリン教会音楽教育アカデミー、ベルリン大学、プロイセン芸術アカデミーなどで学び、ゲオルク・シューマンらに作曲を師事した。1935年、バーベルスベルクのベツレヘム教会のオルガニスト兼音楽教師となった。1936年にポツダムのニコライ教会のオルガニスト・カントルとなり、1938年には教会音楽監督に昇進した。1939年にはラジオ・パリの音楽ディレクターとなった。第二次世界大戦後の1946年にハイルブロンのキリアン教会のオルガニスト・カントルとなり、1964年まで務めた。

## ハインリヒ・シュッツ合唱団
1947年、ハイルブロンでハインリヒ・シュッツ合唱団を創設し、1973年まで指導にあたった。最初はハイルブロン周辺で知られた作曲家ハインリヒ・シュッツの音楽を集中して取り上げたが、後にはヨハン・ゼバスティアン・バッハの多くの受難曲・オラトリオ・モテット・カンタータの録音を残した。多くの声楽家や、トランペットのモーリス・アンドレ、ホルンのヘルマン・バウマン、オルガンのマリー＝クレール・アランなどの独奏者を招き、ハイルブロン・ヴュルテンベルク室内管弦楽団や南西ドイツ放送交響楽団などと共演している。ヴェルナーのバッハの録音は同年代のカール・リヒターのそれと比べられるものであった。

## 作品

### 声楽
- カンタータ『葬送音楽』（1935年）
- りんごのカンタータ（1939年）
- オラトリオ『聖霊来たりたまえ』（1964年）
- 聖書の言葉によるオラトリオ（1971年）
- モテット集『ことづて』
- カンタータ『イエス・キリストは王として支配する』

### 管弦楽曲
- 交響曲（1954年）
- 弦楽のための交響的音楽（1968年）
- 協奏的組曲―トランペット・弦楽・パーカッションのための（1969年）
- トランペット協奏曲
- ホルン協奏曲
- ヴァイオリン協奏曲
- ピアノ協奏曲

### 器楽曲
- フルート・オーボエ・ホルンのための協奏的音楽
- デュオ―トランペットとオルガンのための

## 文献
- Christhard Schrenk: Ein Künstlerleben im 20. Jahrhundert – Fritz Werner (1898–1977). In: Heilbronner Köpfe II. Stadtarchiv Heilbronn, Heilbronn 1999, ISBN 3-928990-70-5 (Kleine Schriftenreihe des Archivs der Stadt Heilbronn. Band 45), S. 191–200